# Distrito Arroyo Grande
El distrito Arroyo Grande es una subdivisión del departamento San Salvador de la provincia de Entre Ríos, Argentina. Está conformado según el decreto provincial N° 4337/1996 por el ejido municipal de la ciudad de San Salvador, y el área no organizada del circuito electoral Arroyo Grande.
Por ley n.º 6378 del 21 de junio de 1979 el sector del distrito Lucas al Sud del departamento Villaguay que era parte del ejido municipal de San Salvador fue incorporado al distrito Quinto del departamento Colón. Luego la totalidad de este último distrito conformó el distrito Arroyo Grande al momento de ser creado el departamento San Salvador. Tiene una extensión de 387 km² y se ubica en el centro-oeste del departamento.